# Cimetière militaire du bois de Ploegsteert
Pour un article plus général, voir Sites funéraires et mémoriels de la Première Guerre mondiale (Front Ouest).
Le cimetière militaire du bois de Ploegsteert ou Ploegsteert Wood Military Cemetery est un cimetière militaire britannique de soldats de la Première Guerre mondiale, situé près du village belge de Ploegsteert. 
Le cimetière est situé à un kilomètre et demi au nord-est du centre du village de Ploegsteert à la jonction du territoire de Warneton, au milieu du bois de Ploegsteert. Le cimetière a été conçu par William Cowlishaw et a une forme irrégulière. Il est entouré d'une clôture en fil de fer et d'arbustes. Au centre se trouve la Croix du Sacrifice. Le cimetière est entretenu par la Commonwealth War Graves Commission.
Il y a 164 victimes.

## Histoire
Après les premiers combats, le bois de Ploegsteert se trouve dans la partie britannique du front. Il est surnommé Plugstreet Wood. Le cimetière est créé en fusionnant plusieurs petits cimetières régimentaires des environs. Le cimetière du Somerset Light Infantry a été créé ici en décembre 1914, lorsque le Somerset Light Infantry a enterré un certain nombre de leurs morts. En avril 1915, un périmètre de l' Oxfordshire and Buckinghamshire Light Infantry, appelé Bucks Cemetery, est établi. Au cours de l'année 1915, les Gloucester et les Loyal North Lanc y firent également des inhumations. Le dernier lieu a été nommés Canadian Cemetery, Strand, d'après les 28 tombes canadiennes de 1915 et d'après The Strand, une tranchée qui traversait les bois. En 1916, le cimetière était peu utilisé, jusqu'à ce que la division néo-zélandaise y enterre à nouveau les morts à l'été 1917. Au cours de l'offensive allemande du printemps 1918, le cimetière fut brièvement aux mains des Allemands, jusqu'à ce que la zone soit à nouveau libérée en septembre 1918.
Ils s'y trouvent 117 Britanniques, 28 Canadiens, 18 Néo-Zélandais et 1 Australien.

## Récompenses
- Charles Carus Maud, capitaine du Somerset Light Infantry, a reçu l'Ordre du service distingué (DSO).
- John Raymond Waddy, lieutenant dans le Royal Army Medical Corps a reçu la Croix militaire (MC).
- Henry John Jeffery, caporal de la New Zealand Rifle Brigade a reçu la Distinguished Conduct Medal (DCM).